# Finden Sie, daß Constanze sich richtig verhält?
Finden Sie, daß Constanze sich richtig verhält? ist eine deutsche Gesellschaftskomödie aus dem Jahre 1962 nach einer Vorlage von W. Somerset Maugham. In den Hauptrollen spielen Lilli Palmer, Peter van Eyck und Carlos Thompson.

## Handlung
In St. Moritz unterhält Dr. Calonder eine gut gehende Arztpraxis. Dort ist, in der Wintersaison, gerade der internationale Jetset präsent. Calonders besondere Aufmerksamkeit gilt, ganz zum Missfallen seiner Gattin Constanze, seinen weiblichen Patienten. Unvorsichtigerweise widmet sich der Mediziner besonders intensiv der besten Freundin seiner Frau, der rassigen und verführerischen Blondine Marie-Louise, die wiederum mit einem Operntenor verheiratet ist. Dies bleibt Constanze nicht verborgen, und sie sinnt darauf, ihren Ehemann wieder zurückzuerobern – mit ihren ganz eigenen Methoden.
Wenn ihr Mann abtrünnig zu werden droht, warum soll sie sich nicht auch anderweitig orientieren? Und sei es nur, um ihren Fred eifersüchtig zu machen. Und da kommt der schmucke Dichter Bernard Somerset ins Spiel, ein Jugendfreund Constanzes. Constanze beschließt, um Fred eifersüchtig zu machen, ein Rendezvous mit Bernard so zu arrangieren, dass Fred glauben muss, er habe in dem attraktiven Charmeur ernsthafte Konkurrenz bekommen. Mit ihrer geschickten weiblichen Taktik kann sie schließlich ihren Mann, der ihrer Ansicht nach auf Abwege zu geraten droht, zurückgewinnen.

## Produktionsnotizen
Der von Peter Goldbaums eigener Münchner Produktionsfirma nach seinem Drehbuch produzierte Film basiert auf Maughams Romanvorlage The Constant Wife. Gedreht wurde zum Jahresbeginn (Januar/Februar) 1962. Die Uraufführung erfolgte am 30. März 1962 in Hannover.
Lilli Palmer und Carlos Thompson waren im richtigen Leben ein Ehepaar. Die Bauten stammen aus der Hand von Herbert Kirchhoff und Albrecht Becker.

## Kritiken
Die Kritiken fielen alles in allem recht mau aus:
Der Spiegel befand in seiner Ausgabe vom 2. Mai 1962: „Die drei Stars machen ohne Rücksicht auf die Rollen die Mienen, die sie sich offenbar ein für allemal für Filmzwecke zugelegt haben, und sie servieren, ungeübt im Pointen-Ping-Pong, die ergötzlich beiläufigen, süffisanten Scherze des Autors Somerset Maugham mit der plumpen Deutlichkeit von Dorf-Komödianten. Dennoch verhalf der gescheite Witz, mit dem der britische Literaturmillionär die Figuren seiner Komödie einst (1927) ausstattete, der grobschlächtigen Verfilmung gelegentlich zu dialogischer Munterkeit.“
In Die Zeit war in der Ausgabe vom 27. April 1962 zu lesen: „Die Filmrollen sind mit Lilli Palmer, Dorian Gray, Peter van Eyck und Carlos Thompson besetzt, und damit hätte ein ordentlicher Starfilm zustande kommen müssen. Regisseur Tom Pevsner verfiel jedoch auf die unglückliche Idee, die Stars wie große Schauspieler agieren zu lassen. Das war ihnen gegenüber höchst unfair gehandelt, denn das Schauspiel ist ihre Stärke nicht. Auf diese Weise bleiben von Maughams Komödie nicht eben viel Pointen erhalten.“

„Frivole Ehekomödie nach dem bühnenbewährten Boulevardstück von Somerset Maugham.“